# 썬더코어
썬더코어(ThunderCore)는 고유한 암호화폐인 썬더코어(TT)가 있는 이더리움 가상 머신 호환 퍼블릭 블록체인이다.

## 설립
썬더코어는 캘리포니아주 서니베일(Sunnyvale)에 설립되어 현재 대만에 기반을 두고 있는 블록체인 회사이다. 플레이덤(Playdom)의 공동 설립자이자 전 디즈니(Disney) 임원인 CEO 크리스 왕(Chris Wang)과 비트코인 및 탈중앙화 스마트 계약에 대한 최초의 학술 연구 보고서를 작성한 공동 설립자/최고 과학자인 일레인 시(Elaine Shi)가 설립했다.
2017년에 썬더렐라(Thunderella) 컨센서스 프로토콜은 일레인 시(Elaine Shi)가 발표하였으며, 이는 컨센서스와 나카모토(Nakamoto)의 체인 컨센서스를 결합한 것이다.
썬더코어는 썬더렐라(Thunderella) 프로토콜을 기반으로 하는 가장 빠르고 안전한 공개형 블록체인을 구축하기 위해 2018년 초에 시작하였다. 썬더렐라(Thunderella)는 다른 모든 컨센서스 프로토콜을 능가하는 속도로 작업 증명과 같은 동기식 블록체인 프로토콜의 단순성과 보안을 제공했다.
같은 해인 2018년에 썬더코어는 블록체인 플랫폼을 구축하기 위해 5천만 달러를 조달했다. 높은 가스비와 이더리움의 느린 확인 문제를 해결하고 선구적인 블록체인 기반 암호화폐로서 더 나은 비트코인의 토대를 마련하는 것을 목표로 한다. 이 자금은 판테라(Pantera), 후오비 캐피탈(Huobi Capital), 메타스테이블(MetaStable), 젠펀드(ZhenFund), 일렉트릭 캐피탈(Electric Capital), 애링턴 XRP 캐피탈(Arrington XRP Capital), FBG, 해쉬드(Hashed), 키네틱(Kenetic) 및 SV 엔젤(SV Angel)을 포함한 미국 및 아시아 투자자들로부터 나온다.
2018년 말, 썬더코어의 연구원들은 팔라(PaLa) 컨센서스 프로토콜을 발표했다. 이 프로토콜은 썬더렐라(Thunderella)에 필적하는 보안 속성과 성능을 입증했다. 팔라(PaLa)는 가장 성능이 뛰어나고 간단한 부분 동기식 BFT 컨센서스 프로토콜이다. 썬더코어는 팔라(PaLa)가 메인넷을 위한 최고의 컨센서스 프로토콜이라고 결론지었다.
2019년 5월에 썬더코어의 블록체인을 발표하다. 이더리움에서 실행되는 응용 프로그램과 완전히 호환되도록 설계하였다. 주요 산업 컨퍼런스인 컨센서스 2019에서 썬더코어의 수석 과학자 일레인 시(Elaine Shi)는 깃허브(Github)에서 팔라(Pala)에 대한 개념 증명 코드의 출시를 발표했다. 팔라(Pala)는 지분 증명 기반 블록체인 네트워크에서 "나쁜 행위자"를 관리하기 위한 프로토콜이다.

## 개발
썬더코어의 메인넷은 2019년 2월 메인넷 출시 이후 보안 사고 없이 운영하고 있다. 썬더코어는 또한 내장 난수 생성기(RNG)가 있는 개방형 블록체인 중 하나이다. 다음은 썬더코어 블록체인의 로드맵이다.
- 2019년 1분기, 썬더코어 메인넷 출시
- 2019 2분기, 일레인 시(Elaine Shi)가 팔라(Pala) 컨센서스 프로토콜의 오픈 소스 공개 및 발표
- 2019년 3분기, 썬더코어 블록체인이 이더리움 네트워크와 성공적으로 연결
- 2020년 3월 17일: 썬더코어 메인넷에 팔라(Pala) R1 배치, RNG(난수 생성기) 및 4000+ 거래 처리 시스템으로 구동되는 썬더코어 메인넷에 팔라(PaLa)의 오픈 소스 기반 마련
- 2020년 5월 22일: 블록 높이 38983200의 썬더코어 메인넷에 팔라(PaLa) R2 하드 포크(업그레이드) 배포.
- 2020년 12월 23일: 블록 높이 57,829,203의 썬더코어 메인넷에 팔라(PaLa) R2.0 하드 포크에서 더 소프트한 하드 포크까지 배포
- 2021년 3월 10일:  썬더코어 및 바이낸스(Binance) 스마트 체인의 크로스 체인 서비스 출시
- 2021년 8월 3일: 썬더코어 및 후오비(Huobi) 에코 체인의 크로스 체인 서비스 출시
- 2021년 10월 5일: 아이리스(Iris) 하드 포크 공식 발표
- 2021년 10월 12일: 아이리스(Iris) 하드 포크 1단계가 메인넷에 출시
- 2021년 12월 17일: 아이리스(Iris) 하드 포크 2단계가 테스트넷에 출시
- 2022년 1월 19일: 아이리스(Iris) 하드 포크 2단계가 메인넷에 출시
- 2022년 2월 21일: 썬더코어 2022년 로드맵: 게임, NFT 및 메타버스